# Tero Penttilä
Tero Penttilä (Suomussalmi, 9 maart 1979) is een voormalig Fins profvoetballer, die als verdediger onder meer uitkwam voor HJK Helsinki. Bij die club beëindigde hij zijn actieve loopbaan in 2003.

## Clubcarrière
Met HJK Helsinki won Penttilä in 2002 de Finse landstitel. Behalve in zijn vaderland Finland speelde hij in Schotland bij Glasgow Rangers (1999-2001), al kwam hij daar nauwelijks aan bod.

## Interlandcarrière
Penttilä speelde in totaal vijf officiële wedstrijden voor de Finse nationale ploeg. Onder leiding van bondscoach Antti Muurinen maakte hij zijn debuut op 20 februari 2000 in de vriendschappelijke wedstrijd tegen Thailand (0-0) in Bangkok.

## Erelijst
FC Haka
- Landskampioen

1999
 Glasgow Rangers
- Scottish Premier League

2000
- Scottish Cup

2000, 2002
 HJK Helsinki
- Landskampioen

2002